# Barraca d'en Llimó
La Barraca d'en Llimó és una barraca del municipi de Cadaqués (Alt Empordà) inclosa en l'Inventari del Patrimoni Arquitectònic de Catalunya. Situada a l'extrem meridional de l'illa de s'Arenella, davant de la platja i veïnat del mateix nom, i de la veïna platja Confitera.

## Descripció
Barraca de dimensions quelcom superiors a les normals en aquest tipus de construccions. La construcció és en pedra seca (lloses de pissarra). La planta exterior és hexagonal i circular a l'interior. A la cara de migdia hi ha una finestra de mig punt. Els murs presenten un lleuger atalussament i s'enlairen per damunt el nivell de la coberta constituint una barana massissa, convertint en terrassa o mirador l'espai planer sobre la coberta, l'accés a la qual s'aconsegueix a través d'una escala de pedra seca. Per l'altra banda, s'origina un frontó delimitat per dos pilars; en cadascun d'aquests hi ha una fornícula triangular ornamental, feta a partir de lloses. A l'interior hi ha un banc corregut.

## Història
L'illa té per veïnatge l'illot rocós dit es Cucurucú -mar enfora, vers ponent- tant característic del paisatge de la badia de Cadaqués. Al costat NW de l'illa hom hi bastí una casa d'estiueig que ha estat objecte d'ampliacions modernes d'una certa discreció, però que conserva l'estructura bastida, pel que sembla, fa uns 50 anys.
Davant d'aquest sector hi ha una terrassa amb balustres de ceràmica vidriada verda, com la tortugada del ràfec. A la façana hi ha un plafó de rajoles policromes, del segle xviii, representant Sant Antoni. També s'hi conserven soltes, unes peces antigues, basses de pedra amb relleus, portades d'altres llocs. Davant d'aquesta façana un ampli sector de l'illa fou enjardinat, hi creixen xiprers, tamarius i una pineda, entre parterres en els que s'enlairen algunes columnes amb busts al cim, d'un gust romàntic. El jardí acaba al costat de migdia, en un mirador amb barana d'obra. La resta de l'illa és coberta només de mates baixes.
L'illa de s'Arenella havia estat propietat de Victor Rahola i Trémols (1866-1962), metge, historiador i poeta, il·lustre personalitat de Cadaqués (fa referència a aquesta circumstància Josep Pla a la narració Un viatge frustrat). Després l'illa passà a mans de la família Riviére-barcelonina- que la posseeixen encara avui. Aquesta construcció del segle xix, fou obra d'en Llimó, nom o motiu d'un cadaquesenc famós en la memòria col·lectiva per a la seva habilitat en la construcció de la pedra seca.